# 路易斯·阿道弗·西莱斯·萨利纳斯
路易斯·阿道弗·西莱斯·萨利纳斯（西班牙語：Luis Adolfo Siles Salinas；1925年6月1日—2005年10月19日），玻利维亚的政治家。1969年总统雷内·巴里恩托斯飞机失事死亡，以副总统的身份继任总统。1969年因为各种分歧矛盾被武装部队总司令阿尔弗雷多·奥万多发动军事政变推翻。2005年在家乡去世。